# Cot Jimjim
Cot Jimjim är en kulle i Indonesien.   Den ligger i provinsen Aceh, i den västra delen av landet, 1 700 km nordväst om huvudstaden Jakarta. Toppen på Cot Jimjim är 125 meter över havet.
Terrängen runt Cot Jimjim är varierad, och sluttar norrut.  Trakten runt Cot Jimjim är nära nog obefolkad, med mindre än två invånare per kvadratkilometer. I omgivningarna runt Cot Jimjim växer i huvudsak städsegrön lövskog.